# Йоханнесен, Йоханнес (хоккеист)
Йоханнес Йоханнесен (норв. Johannes Johannesen; род. 1 марта 1997, Ставангер, Ругаланн) — норвежский хоккеист, защитник финского клуба «Пеликанс» и сборной Норвегии.

## Биография
Йоханнес Йоханнесен родился в Норвегии, в городе Ставангере. Воспитанник местного хоккейного клуба «Ставангер Ойлерз». В сезоне 2014/15 дебютировал в высшей лиге страны. В сезоне 2015/16 завоевал приз лучшего новичка лиги. После сезона покинул клуб и перешёл в шведский клуб «Фрёлунда» сроком на два года. В 2016 году впервые сыграл на чемпионате мира за сборную Норвегии.